# Villa Martin-Luther-Platz 6

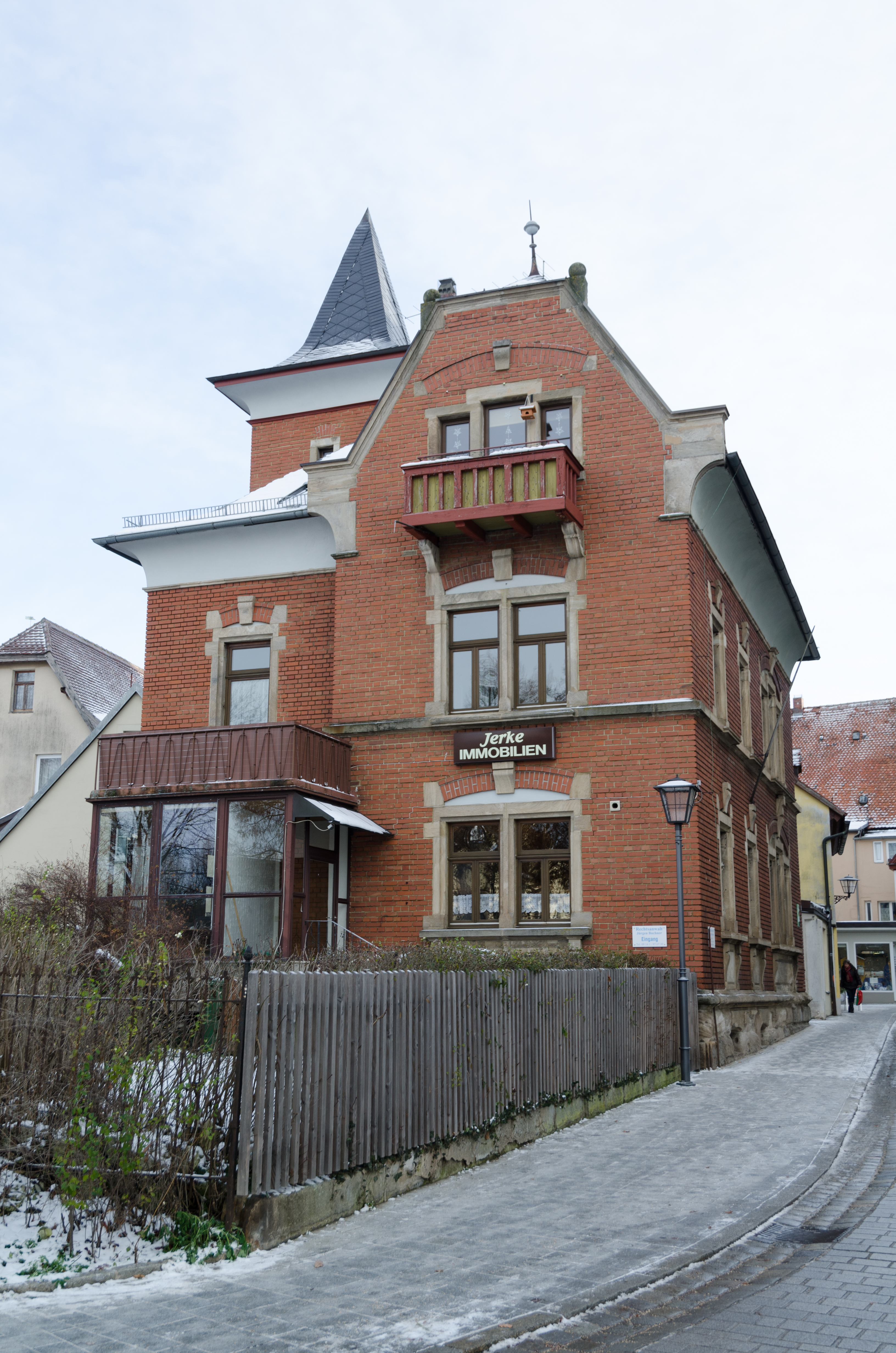
Das Gebäude im Dezember 2012

Das Gebäude Martin-Luther-Platz 6 eine ehemalige Fabrikantenvilla und Wohngebäude in Weißenburg in Bayern, einer Großen Kreisstadt im mittelfränkischen Landkreis Weißenburg-Gunzenhausen. Das Gebäude ist unter der Denkmalnummer D-5-77-177-603 als Baudenkmal in die Bayerische Denkmalliste eingetragen.
Das Gebäude befindet sich auf einer Höhe von 421 Metern über NHN am nordwestlichen Rand der denkmalgeschützten Altstadt Weißenburgs. Auf der anderen Straßenseite befindet sich die Stadtkirche St. Andreas. Die Nachbargebäude im Norden sind unter anderem die Doerflervilla und die Zentralschule. Unweit mündet der Martin-Luther-Platz in die Rosenstraße ein. Rund hundert Meter nordöstlich befindet sich das Ellinger Tor. Früher befand sich an dieser Stelle ein Teil der Stadtmauer, die im Laufe des 19. Jahrhunderts zur Schaffung einer Straße abgebrochen worden ist.
Das Gebäude wurde 1892 von Hermann Lang errichtet. Das Bauwerk entstand wie zahlreiche andere Villen im Weißenburger Stadtgebiet, als im Zuge der Industrialisierung reichere Familien am Rande der Altstadt Villen errichteten. Der zweigeschossige, ziegelsichtige Walmdachbau besitzt einen Krüppelwalm sowie eine Gliederung bestehend aus Haustein. Ein Seitenturm trägt ein Spitzdach.